# 新北市歷史
新北市之前身為臺北縣。從史前時期，就有人類在此地居住。史前文化的遺址都發現許多遺跡，包含貝塚、陶器、石器等。金屬器時代以八里區頂罟里的十三行遺址為代表，是目前臺灣唯一證實擁有煉鐵技術的史前文化。荷西時期，受到西班牙的統治，於滬尾設立聖多明哥城，後來被荷蘭人給摧毀而再度重建，改名為「安東尼堡」（現今的紅毛城）。明鄭時期，鄭成功設一府二縣，臺北地區屬於天興縣。清領前期，清朝當時以消極的制度治理臺灣，使社會不得安寧，等到清領後期，因牡丹社事件過後，反而轉向積極的制度治理臺灣。日治時期，增設許多縣、廳，後來改制過後，本縣現有區域隸屬臺北州。從政府來臺到2010年，隸屬臺北縣，在其中設置二十九個鄉鎮市。後來因人數達到直轄市的門檻，於2010年12月25日正式升格為直轄市。

## 史前時期

### 新石器時代
根據考古遺址的發掘，大臺北地區在新石器時代（約西元前5000年），就已經有人類居住。
主要的史前文化遺址有大坌坑遺址、圓山遺址、芝山岩遺址及植物園遺址。其中位於今八里區埤頭里公田聚落南方的大坌坑遺址，距今約7000年至4700年之間，為臺灣新石器時代最早期的文化之一。

### 鐵器時代
邁入鐵器時代，位於八里區頂罟里的十三行遺址，是台灣史前時期重要的考古遺址之一。該遺址的年代約在西元200年至1500年，是目前臺灣唯一證實擁有煉鐵技術的史前文化。

## 荷西、明鄭時期
17世紀上半葉（荷西時期），時由西班牙統治的臺北地區主要為原住民族的生活範圍，臺北盆地主要居住著凱達格蘭族而烏來三鶯山區則有泰雅族出沒其間。17世紀中葉起，漢人開始偷渡濫墾，原住民被迫漢化或向山區遷徙。
1661年（南明永曆15年），鄭成功來台驅逐荷蘭人，設一府二縣，臺北地區屬於北路天興縣。

## 清朝時期
1684年（清康熙23年）隸屬於臺灣府諸羅縣。
1723年（雍正元年），隸屬於淡水廳。。  
1875年（光緒元年），欽差大臣沈葆楨奏請設立臺北府，自此始有「臺北」之稱，其意乃「位居臺灣北部」。1878年設府治於艋舺、大稻埕間，裁撤淡水廳；臺北府轄新竹、淡水、宜蘭三縣，是為臺北設立府治的開始。1887年臺灣建省，全臺分設三府，今新北市境仍隸屬臺北府。

## 日治時期
1895年6月，日本統治臺灣後，於北部設臺北縣，轄基隆、宜蘭、新竹三支廳，8月又增設淡水支廳。1897年，分割臺北縣而增設新竹縣及宜蘭廳，同時廢支廳，於新臺北縣下置臺北、士林、新庄、滬尾、景尾、桃仔園、三角湧、樹林口、中壢、基隆、金包里、頂雙溪、水返腳等十三辦務署。1901年，廢縣置廳，裁撤辦務署，於原臺北縣轄區分設臺北、基隆、深坑、桃園、新竹等五廳。1909年，地方廳改制，臺北廳併基隆廳全部及深坑廳之大半，廳下分設十三支廳。1920年，復改革地方制度，廢廳置州、郡，本市現有區域隸屬臺北州。

## 戰後時期

### 縣時期
1945年戰後，臺北州除原轄之臺北、基隆二市改為省轄市外，餘劃設臺北縣，轄宜蘭市及淡水、文山、新莊、羅東、基隆、宜蘭、七星、蘇澳、海山等九區。縣政府先暫駐於台北市內華山辦公；但因發生火災，縣政府於1946年12月遷至三重鎮；隔年1月台北縣參議會卻決議，台北縣正式縣治為板橋鎮。1947年，基隆區七堵鄉改隸基隆市，成為七堵區。1949年9月，將淡水區轄之士林、北投兩鎮劃設草山管理局（後易為陽明山管理局）。1950年8月，臺灣行政區域重新調整，就本縣原轄宜蘭市、宜蘭區、羅東區、蘇澳區劃出成立宜蘭縣，並裁各區署，而由縣府直轄各鄉鎮。1968年7月，因臺北市升格為直轄市，將本縣所屬之景美鎮、南港鎮、木柵鄉、內湖鄉暨陽明山管理局所屬之士林鎮、北投鎮等六鄉鎮劃歸臺北市，剩餘範圍即為今日之轄區。

### 準直轄市時期
1979年，臺北縣總人口數已到達直轄市設置門檻，並逐漸在總人口上超越1967年即已升格直轄市的臺北市，雖多次爭取升格但屢遭中央否決。此後20年，由於行政位階與建設資源的差異，臺北縣市間的城鄉發展差距持續擴大。2007年5月4日，立法院三讀通過《地方制度法》部分條文修正案，根據該法，人口超過兩百萬的臺北縣將可準用直轄市相關財稅與人事等規定，但轄區之鄉鎮市公法人地位不變，維持自治民選，若經臺北縣議會同意，可報請中央，申請改制為直轄市。2007年10月1日，臺北縣政府舉行宣佈升格為準直轄市暨舉行所屬一級機關新任首長聯合宣誓典禮。

### 直轄市時期
2009年6月23日，內政部審查通過「臺北縣改制直轄市」案；同年7月2日，行政院正式通過改制案。2010年12月25日，臺北縣正式改制為直轄市，並更名為「新北市」。升格後的新北市，除了行政位階的提昇外，歲出入預算與財政資源的大幅增加，也遏止了過去長期以來臺北縣市發展落差持續擴大的現象，並加速確立其自主性都心的成型。依中華民國內政部規劃，「新北市」為暫時的過渡名稱，若干年後基隆市、新北市與臺北市將會再一次大合併，新北市將成為合併後之「大臺北市」（亦被稱為「臺北都」）的一部分。合併後的臺北市因面積廣大，可能會仿效已升格改制的臺中、臺南及高雄三市，在市政府之下增設區行政與服務中心，方便民眾就近洽公。